# Ивановский, Борис Александрович
Бори́с Алекса́ндрович Ивано́вский (1890—1941) ― советский врач, педагог, профессор, деятель физической культуры. Известен тем, что первым в СССР занялся темой врачебного контроля в физическом воспитании.

## Биография
Родился 24 июля 1890 года в городе Слободском Вятской губернии. Отец работал земским врачом.
В 1914 году окончил медицинский факультет Казанского университета. С началом Первой мировой войны мобилизован на фронт, служил в качестве младшего врача, а затем ординатором полевого госпиталя. В одном из боев получил отравление газом, после чего, для восстановления здоровья, постоянно пользовался системой Мюллера, занимался волевой гимнастикой Анохина и гимнастикой по системе хатха-йога.
После Октябрьской революции служил в Главном санитарном управлении Красной Армии. Принимал участие в организации военно-санитарного дела на фронтах гражданской войны. После войны стал пропагандистом физической культуры и спорта. В 1922 году написал брошюру «О физической культуре».
В январе 1923 году переходит на работу в Народный комиссариат здравоохранения СССР, где работает по внедрению физкультуры в практику здравоохранения. С октября 1924 года по совместительству работает в Государственном центральном институте физической культуры. Здесь его научным руководителем был В. В. Гориневский. По материалам своей работы написал книгу «Врачебный контроля над физическим развитием», это была первая в СССР монография по врачебному контролю.
В 1931 году по его инициативе создана первая в системе медицинского образования СССР кафедра физкультуры Центрального института усовершенствования врачей. Заведовал этой кафедрой в течение десяти лет, до последних дней своей жизни.
Умер 16 мая 1941 года в Москве, похоронен на Донском кладбище, Урна с прахом  в колумбарии № 11.

## Вклад в науку
Первым в СССР занялся темой врачебного контроля в физическом воспитании. По данной проблематике написал более 100 научных работ. Внедрил в практику советской медицины формы и методики врачебного контроля, лечебной физкультуры.
Одним из первых обратил внимание на необходимость изучения организма здорового человека. В одной из своих работ он писал:
```
«Как это ни кажется странным, больной организм изучен гораздо лучше, чем здоровый. На изучение здорового организма, на физиологию труда и быта, на деятельность организма под влиянием ежедневной обычной работы, отдыха и т. п. обращалось до последнего времени гораздо меньше внимания, чем на изучение организма больного.»
[
1
]
```

В труде «Научно-врачебный контроль над физическим развитием» обобщил весь накопленный к тому времени научно-методический опыт врачебного контроля в различных условиях работы (школа, вуз, массовые физкультурные и спортивные организации и др.).

## Сочинения
- Бокс как физическое упражнение, Изв. физ. культ., № 23-24, с. 10, 1926
- Задачи и методы врачебно-педагогического контроля в школах 1 и 2 ступени, Теор. и практ. физ. культ., № 2, с. 41, 1927
- Научно-врачебный контроль над физическим развитием, М., 1927
- Здоровье и физическое развитие студенчества и задачи его физического воспитания, там же, № 6, с. 11, 1928
- Врачебный контроль над физической культурой, М., 1935.